# جيمي كولكويت
جيمي كولكويت (بالإنجليزية: Jimmy Colquitt)‏ هو لاعب كرة قدم أمريكية أمريكي، ولد في 17 يناير 1963 في نوكسفيل في الولايات المتحدة.

## وصلات خارجية
- جيمي كولكويت على موقع مرجع كرة القدم المحترفة.كوم (الإنجليزية)